# Гоув (окръг, Канзас)
Окръг Гоув (на английски: Gove County) е окръг в щата Канзас, Съединени американски щати. Площта му е 2774 km², а населението - 2721 души. Административен център е град Гоув Сити.